# Macchina pneumofora
Una macchina pneumofora è un macchinario per la compressione di aria, vapore o altri gas.
Le macchine pneumofore si dividono in:
- ventilatori: sono macchine che impartiscono una piccola differenza di pressione al fluido; lo scopo di tali macchine è quello di spostare il fluido, non di comprimerlo, per cui la maggior parte dell'energia trasmessa dalla macchina al fluido è convertita in energia cinetica;
- compressori: sono macchine che impartiscono una differenza di pressione considerevole al fluido; lo scopo di tali macchine è infatti quello di comprimere il fluido, per cui la maggior parte dell'energia trasmessa dalla macchina al fluido è convertita in energia di pressione.

## Ventilatori
Il funzionamento dei ventilatori si basa su leggi della fluidodinamica uguali o analoghe a quelle che spiegano in funzionamento delle pompe, in quanto il gas, durante l'attraversamento di una macchina pneumofora, si comporta come se fosse incomprimibile.
I ventilatori possono essere:
1. aspiranti: hanno il solo condotto di aspirazione;
2. prementi: hanno solo il condotto di mandata;
3. aspiranti-prementi: hanno entrambi i condotti;
4. liberi: non hanno il condotto.

In base a come si sposta il gas, o meglio in base al tipo di geometria del campo di moto, il ventilatore si divide in:
1. ventilatore elicoidale, a flusso assiale;
2. ventilatore centrifugo, a flusso radiale.

## Compressori
I compressori sono macchine atte a produrre gas compressi, che possono essere classificati in:
1. compressore dinamico
2. compressore volumetrico

I turbocompressori tramite delle pale trasferiscono energia meccanica al fluido, energia che si trova sotto forma di energia cinetica, di pressione termica.
I compressori volumetrici sono dei trasferitori di massa che prelevano una certa massa d'aria dall'ambiente di aspirazione, la inglobano in una camera della macchina e la trasferiscono all'ambiente di mandata.
Nei compressori volumetrici, la portata di mandata non è imposta dal compressore, ma dalla portata dell'ambiente di mandata.

### Compressori volumetrici
I compressore volumetrico si possono classificare in:
- compressore alternativo:
  - A pistone
  - A membrana
- compressore rotativo:
  - A palette
  - A vite elicoidale
  - A lobi tipo Root

Gli alternativi e i rotativi hanno una pressione di mandata da 6 a 10 bar.

#### Compressori rotativi
Sono utilizzati quando le pressioni finali non devono superare gli 8-10 bar e quindi forniscono pressioni decisamente inferiori ai compressori alternativi.
Hanno una durata più breve per via dei maggiori attriti e della maggior usura.
Tuttavia, presentano un funzionamento più regolare e un più alto rendimento, con portata continua e senza vibrazioni.

##### Compressori rotativi di ROOT
Sono compressori con camera operatrice a volume costante e si limitano quindi a trasferire fluido tra due ambienti a diversa pressione.
Caratteristiche:
- Lo scopo è la compressione dei gas
- Lobi rotanti a contatto

##### Compressori rotativi a vite (Lysholm)
Una variante del compressore Roots a lobi dritti è il compressore Lysholm, composto da due elementi elicoidali che ingranano tra loro durante la rotazione.
L'aria entra tra i due elementi, i quali, durante la rotazione, causano una riduzione del volume della camera generando l'aumento di pressione.

##### Compressore rotativo a pale scorrevoli
Il rotore del compressore a palette è, appunto, dotato di palette, radiali rispetto al rotore, che sono spinte da molle per mantenerle costantemente in contatto con le pareti della cavità, contro cui scivolano.
Il compressore a palette ha in linea di massima un minor consumo di energia, in quanto non deve mettere in rotazione un fluido relativamente pesante.
Questi compressori hanno ampio impiego come pompe a vuoto. 

#### Compressori alternativo a pistone
- Analoghi alle pompe a pistone
- Possono essere semplici o a doppio effetto con valvole di aspirazione e mandata
- Possono raggiungere pressioni elevatissime

#### Turbocompressori centrifughi
- Dal punto di vista costruttivo sono simili alle pompe centrifughe multiple.
- Ogni girante comprime il gas che riceve dalla precedente.

## Pompe meccaniche a vuoto
Tra le macchine pneumofore vanno inserite anche le pompe meccaniche a vuoto, capaci di realizzare il loro scopo mediante meccanismi dotati di moto rotatorio o alternato. Si dividono in:
- alternative a stantuffo
- a lobi
- ad anello liquido
- rotative a palette